# Ashland Global
Ashland Global Holdings, Inc. (NYSE: ASH) er en amerikansk kemivirksomhed med hovedkvarter i Wilmington, Delaware. Virksomheden havde tidligere hovedkvarter i byen Ashland, Kentucky (1924-1999). De producerer kemikalier, plastik, industriprodukter, medicin, osv.
Ashland blev etableret i 1924 som Ashland Refining Company i Catlettsburg, Kentucky af Paul G. Blazer.